# Playa Los Lobos
Playa Los Lobos es una localidad del partido de General Pueyrredón, al centro sur de la provincia de Buenos Aires, Argentina.

## Descripción
Esta urbanización cuenta con una escultura de lobos marinos. Se destacan los acantilados de más de 20 metros de altura.